# العلاقات النرويجية الكورية الجنوبية
العلاقات النرويجية الكورية الجنوبية هي العلاقات الثنائية التي تجمع بين النرويج وكوريا الجنوبية.

## مقارنة بين البلدين
هذه مقارنة عامة ومرجعية للدولتين:
| وجه المقارنة                                              | النرويج                                                   | كوريا الجنوبية                                                          |
| --------------------------------------------------------- | --------------------------------------------------------- | ----------------------------------------------------------------------- |
| المساحة (كم2)                                             | 385.21 ألف                                                | 100.30 ألف                                                              |
| عدد السكان (نسمة)                                         | 5.33 مليون                                                | 51.47 مليون                                                             |
| الكثافة السكانية (ن./كم²)                                 | 13.84                                                     | 513.16                                                                  |
| العاصمة                                                   | أوسلو                                                     | سول                                                                     |
| اللغة الرسمية                                             | بوكمول، لغات السامي، نينوشك، اللغة النرويجية              | اللغة الكورية                                                           |
| العملة                                                    | كرونة نروجية                                              | وون كوري جنوبي                                                          |
| الناتج المحلي الإجمالي (بليون دولار)                      | 398.83 مليار                                              | 1.53 تريليون                                                            |
| الناتج المحلي الإجمالي (تعادل القوة الشرائية) بليون دولار | 322.23 مليار                                              | 1.75 تريليون                                                            |
| الناتج المحلي الإجمالي الاسمي للفرد دولار أمريكي          | 74.40 ألف                                                 | 27.22 ألف                                                               |
| الناتج المحلي الإجمالي للفرد دولار أمريكي                 | 65.61 ألف                                                 |                                                                         |
| مؤشر التنمية البشرية                                      | 0.944                                                     | 0.901                                                                   |
| رمز المكالمات الدولي                                      | +47                                                       | +82                                                                     |
| رمز الإنترنت                                              | .no                                                       | .kr                                                                     |
| المنطقة الزمنية                                           | ت ع م+01:00، ت ع م+02:00، توقيت وسط أوروبا، أوروبا/أوسلو ‏ | توقيت كوريا الجنوبية، ت ع م+09:00، آسيا/سيول ‏، ت ع م+08:00، ت ع م+08:30 |

## منظمات دولية مشتركة
يشترك البلدان في عضوية مجموعة من المنظمات الدولية، منها:
| علم المنظمة | اسم المنظمة                               | تاريخ انضمام النرويج | تاريخ انضمام كوريا الجنوبية |
| ----------- | ----------------------------------------- | -------------------- | --------------------------- |
|             | مؤسسة التمويل الدولية                     | 20 يوليو 1956        | 16 مارس 1964                |
|             | مجموعة أستراليا                           | 1986                 | 1996                        |
|             | يونسكو                                    | 4 نوفمبر 1946        | 14 يونيو 1950               |
|             | مجموعة الموردين النوويين                  | ?                    | ?                           |
|             | الوكالة الدولية للطاقة                    | ?                    | ?                           |
|             | مؤسسة التنمية الدولية                     | 24 سبتمبر 1960       | 18 مايو 1961                |
|             | منظمة التعاون الاقتصادي والتنمية          | ?                    | 12 ديسمبر 1996              |
|             | المركز الدولي لتسوية المنازعات الاستشارية | 15 سبتمبر 1967       | 23 مارس 1967                |
|             | وكالة ضمان الاستثمار متعدد الأطراف        | 9 أغسطس 1989         | 12 أبريل 1988               |
|             | منظمة حظر الأسلحة الكيميائية              | ?                    | ?                           |
|             | البنك الإفريقي للتنمية                    | 1963                 | ?                           |
|             | الأمم المتحدة                             | 27 نوفمبر 1945       | 17 سبتمبر 1991              |
|             | منظمة الشرطة الجنائية الدولية             | ?                    | ?                           |
|             | البنك الدولي للإنشاء والتعمير             | 27 ديسمبر 1945       | 26 أغسطس 1955               |
|             | الفريق المعني برصد الأرض                  | ?                    | ?                           |
|             | الاتحاد البريدي العالمي                   | ?                    | ?                           |
|             | منظمة التجارة العالمية                    | 1995                 | ?                           |
|             | المنظمة الهيدروغرافية الدولية             | ?                    | ?                           |
|             | بنك التنمية الآسيوي                       | 1966                 | 1966                        |
|             | نظام تحكم تكنولوجيا القذائف               | 1990                 | 2001                        |

## أعلام
هذه قائمة لبعض الشخصيات التي تربطها علاقات بالبلدين:
- كيم ماغنوس (متزحلق كوري جنوبي، 21 يوليو 1998 – )

## وصلات خارجية
- موقع وزارة الخارجية النرويجية
- موقع وزارة الخارجية الكورية الجنوبية